# Parque eólico La Noguera
El parque eólico La Noguera es un conjunto de 13 aerogeneradores ubicados sobre las cimas y la vertiente norte de Sierra Alhamilla. Se encuentran en los municipios españoles de Turrillas y Lucainena de las Torres. El conjunto de generadores es capaz de proveer 30 MW, aproximadamente la potencia demandada por unos 10.000 hogares.

## Material utilizado
La totalidad de los molinos fueron fabricados por Siemens en Alemania, de modelo SWT-2.3-93. Cada uno de estos generadores tiene un diámetro total de 93 metros, y es capaz de generar 2300 kW a 700 voltios, pesan unas 350 toneladas y están diseñados para funcionar con vientos de hasta 25 m/s.